# Handsworth, West Midlands
Handsworth är en stadsdel i Birmingham, i distriktet Birmingham, i grevskapet West Midlands, i England. Ward hade 11 820 invånare år 2021. Handsworth var en civil parish fram till 1930 när blev den en del av Birmingham. Civil parish hade 75 145 invånare år 1921. Handsworth var ett distrikt från 1894 till 1911 då den blev en del av Birmingham. Byn nämndes i Domedagsboken (Domesday Book) år 1086, och kallades då Honesworde.